# Egipatska Jelena (opera)
Egipatska Jelena (engl. The Egyptian Helen) je opera Riharda Štrausa, koja se sastoji iz dva čina. Libreto je napisao Hugo fon Hofmanšal na nemačkom jeziku. Premijerno je prikazana 6. јуна 1928. Hafmanšal je inspiraciju za pisanje libreta našao u izvorima iz Egipata i u grčkom lirskom piscu Stesihoru.

## Uloge
| Uloga                             | Glas                         | Premijera, Jun 6, 1928 (Dirigent: Fritz Busch)                 |
| --------------------------------- | ---------------------------- | -------------------------------------------------------------- |
| Helena, žena Menelausa            | sopran                       | Elizabet Retberg                                               |
| Menelaus                          | tenor                        | Kurt Tauher                                                    |
| Hermione, dete Helene i Menelausa | sopran                       | Anelize Petrič                                                 |
| Aithra, Ćerka Egipćanke           | sopran                       | Maria Rajdl                                                    |
| Altair                            | bariton                      | Fridrih Plaške                                                 |
| Da-Ud, njihov sin                 | tenor                        |                                                                |
| Sluge Aithre                      | sopran, mecosopran           | Erna Berger, Zigrid Rothermel                                  |
| Četiri vilenjaka                  | dva soprana, dva mecosoprana | Angela Kolniak, Eva Džon, Elfriede Haberkorn, Zigrid Rothermel |
| Sveznajuće more                   | meco sopran                  | Helene Jung                                                    |